# Козлов, Илья Николаевич
Илья Николаевич Козлов (род. 1951) — советский и российский военный моряк-подводник и военачальник, командир 10-й дивизии подводных лодок Краснознамённого Тихоокеанского флота (1994—2000), Герой Российской Федерации (23.07.1996). Контр-адмирал (30.07.1995).

## Биография
Родился 3 апреля 1951 года в городе Балашиха Московской области. Русский. Окончил школу в посёлке Обухово Ногинского района в 1966 году, после школы в 1970 году окончил Московский радиоприборостроительный техникум. Несколько месяцев работал в ЦНИИмаш в городе Калининграде Московской области.
В ноябре 1970 года был призван на срочную службу в Советскую армию, где в 1971 году окончил школу младших авиационных специалистов в городе Спасск-Дальний (Приморский край), получив специальности оружейника и стрелка-радиста на ракетоносце Ту-16. Но в том же году, когда в часть приехала комиссия по отбору кандидатов для поступления в высшие военные училища, изъявил желание служить на флоте.
В Военно-морском флоте — с августа 1971 года. В 1976 году окончил Высшее военно-морское училище радиоэлектроники имени А. С. Попова. После окончания училища Козлов был направлен на Краснознамённый Тихоокеанский флот. Службу проходил на атомных подводных лодках командиром электронно-вычислительной группы радиотехнической службы подводной лодки К-247 (6.1976—1.1980), затем начальником радиотехнической службы подводной лодки К-360 (1.1980—10.1983).
В 1984 году Козлов окончил Высшие специальные офицерские классы ВМФ и был назначен старшим помощником командира 506-го экипажа большой подводной лодки.
Вскоре И. Н. Козлов сам стал командовать подводными лодками. Сначала К-212 (4.1987—2.1988), затем К-410 «Смоленск» (2.1988—4.1991) и, наконец, К-173 «Красноярск» (4.1991—11.1992). Входил в состав Государственной комиссии по приемке подводных лодок проекта 949А «Антей».
В 1992 заочно окончил Военно-морскую академию имени Н. Г. Кузнецова.
В ноябре 1992 года назначен заместителем командира дивизии подводных лодок, а в ноябре 1994 года — командиром 10-й дивизии подводных лодок Краснознамённого Тихоокеанского флота (бухта Крашенинникова, Камчатская область).
В 1990-е годы дивизия пополнилась новейшими атомными подводными крейсерами. Имея хорошую профессиональную подготовку и опыт плавания, Козлов основные усилия направлял на повышение боеготовности соединения, разработку тактических приёмов использования кораблей, освоение новых видов вооружения, совершенствование ракетных стрельб.
И. Н. Козлов трижды участвовал в переводе новых атомоходов с Краснознамённого Северного на Краснознамённый Тихоокеанский флот в 1993, 1994 и в 1998 годах.
С 18 августа по 13 сентября 1993 года Козлов в должности начальника походного штаба на атомной подводной лодке К-456 «Касатка» (руководитель похода контр-адмирал М. В. Моцак, командир подводной лодки — капитан 1-го ранга А. П. Ефанов) участвовал в своём первом трансарктическом переходе с Краснознамённого Северного флота на Краснознамённый Тихоокеанский флот.
В августе — сентябре 1994 года уже старшим на борту атомной подводной лодки К-186 «Омск» (командир — капитан 1-го ранга А. С. Астапов), Козлов совершил второй трансарктический межфлотский переход из губы Западная Лица в бухту Крашенинникова на Камчатке. За 15 суток подводная лодка прошла подо льдами около 4000 миль, из них 500 миль в опасных в навигационном отношении районах в условиях мелководья Чукотского моря.
30 июля 1995 года присвоено воинское звание «контр-адмирал».
Указом Президента Российской Федерации от 23 июля 1996 года «за мужество и героизм, проявленные при выполнении специального задания в условиях, сопряжённых с риском для жизни», контр-адмиралу Илье Николаевичу Козлову присвоено звание Героя Российской Федерации. Этим же указом звание Героя присвоено командирк К-186 «Омск» капитану 1-го ранга А. С. Астапову.
В 1998 году вместе с экипажем однотипного И. Н. Козлов убыл на Краснознамённый Северный флот для приёма и подготовки к переходу атомной подводной лодки К-150 «Томск». Он прошёл обучение в учебном центре, организовал приём корабля, подготовку личного состава к подлёдному плаванию и в августе-сентябре 1998 года возглавил переход атомохода Северным морским путём к месту постоянного базирования в бухту Крашенинникова. Впервые участие в подводном переходе принял священник Русской Православной Церкви епископ Камчатский и Петропавловский Игнатий (Пологрудов).
В 1999 году окончил Академию государственной службы при Президенте РФ. С июня 2000 года контр-адмирал И. Н. Козлов — в запасе.
Живёт в Москве. С 2000 по 2004 годы работал в Министерстве чрезвычайных ситуаций Российской Федерации — начальник службы по проведению поисково-спасательных работ на акваториях («ГОСАКВАСПАС»). С 2004 по 2015 годы работал заместителем генерального конструктора и исполнительным директором концерна «Радиотехнические и информационные системы». В 2017—2018 годах являлся советником Генерального директора АО «РВТИ». С 2018 года — помощник Президента Общероссийской общественной организации «Российская Ассоциация Героев», руководитель аппарата Клуба Героев Москвы и Московской области.

## Награды и звания
- Герой Российской Федерации (23.07.1996)[8]
- орден «За военные заслуги» (16.10.1999)[9]
- медали